# Karl Baum (Schauspieler)
Karl Baum (16. Dezember 1829 in Holland – 15. November 1888 in Warmbeck) war ein deutscher Theaterschauspieler, Sänger und Komiker.

## Leben
Baum betrat am 16. September 1847 als „Referendar von Walter“ in Mainz zum ersten Mal die Bühne. Dann kam er ans Hoftheater in Dresden, wo er ein Jahr verblieb, und von dort nach Bonn, Köln, Königsberg, Berlin (Friedrich-Wilhelmstadt), Stettin, München, Wien (Karltheater), Hannover, wo er vorzüglich als jugendlicher Liebhaber und Naturbursche wirkte. 1857 wurde er nach Hamburg engagiert, wo er bis 1882 ununterbrochen tätig war, und zwar bis 1880 im Thaliatheater, hierauf am Stadttheater.
In Hamburg spielte er vorwiegend Bonvivants, leistete aber auch als Charakterdarsteller vorzügliches. Später spielte er die komischen Gesangsrollen in der Posse und die der Lebemänner im Lustspiel.